# 墨西哥轉讓地

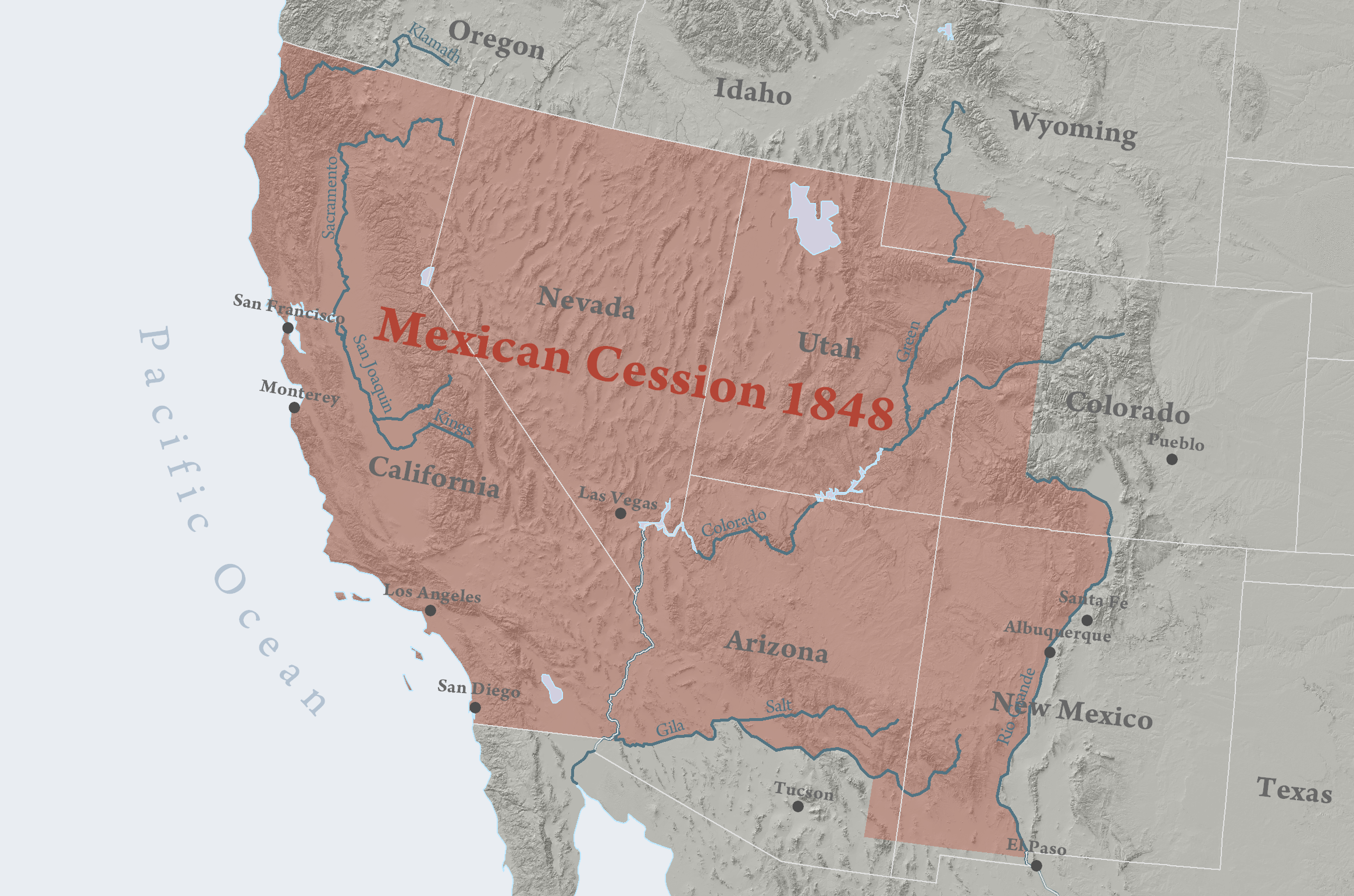
墨西哥轉讓地

墨西哥轉讓地（英語：Mexican Cession，西班牙語：Cesión mexicana）是指的是美墨戰爭中戰敗方墨西哥於1848年瓜達盧佩-伊達爾戈條約中轉讓給美國的土地，現今為美國西南方的州。這個區域不包含原先獨立而後併入美國的德克薩斯共和國，但是墨西哥仍然不得不承认德克萨斯并入美国。這次轉讓土地面積有1,370,000 km2，相当于一半的领土给美国。此為美國歷史上第三大的土地取得案；第一大為路易西安納購地案（2,140,000 km2），第二大為向俄羅斯購買阿拉斯加（1,520,000 km2）。
1848年墨西哥轉讓地包括現今為美國的加利福尼亞州、內華達州、猶他州、亞利桑那州多數土地、新墨西哥州半數土地、科羅拉多州約1/4土地，以及懷俄明州一小塊土地。但不含另行併入美國的德克薩斯共和國領地。